# Ербічень
Ербічень, Ербічені (рум. Erbiceni) — село у повіті Ясси в Румунії. Входить до складу комуни Ербічень.
Село розташоване на відстані 325 км на північ від Бухареста, 28 км на північний захід від Ясс.

## Населення
За даними перепису населення 2002 року у селі проживали 2410 осіб, з них 2409 осіб (> 99,9%) румунів. Усі жителі села рідною мовою назвали румунську.